# Рука (фильм)
«Рука́» (англ. The Hand) — одна из ранних работ режиссёра Оливера Стоуна. Фильм снят в жанре психологического триллера с элементами фильма ужасов, по роману Марка Брандела «Хвост ящерицы». В главной роли выступил Майкл Кейн.

## Сюжет
Иллюстратор популярной серии комиксов Джонатан Лэнсдейл живёт вместе с женой Энн и дочкой Лиззи в тиши штата Вермонт. Несмотря на кажущееся благополучие, Джонатана раздирают дилеммы — в его браке намечается явный кризис и с бизнесом не всё так удачно, как хотелось бы. Когда в очередной раз Энн заговаривает о том, чтобы перебраться вместе с Лиззи на зиму в Нью-Йорк, и некоторое время им с Джоном пожить раздельно, они как раз едут в машине по шоссе.
Выразив бурное негодование такой идеей, Джон, крайне раздраженный, высовывает руку из окна машины, чтобы сделать следующий за ними машине знак уступить дорогу, и не замечает затормозивший впереди грузовик. Правая рука Джона оторвана. Прибывшие на место происшествия полицейские и Энн ищут оторванную конечность, но тщетно.
Невозможность снова заниматься любимым делом — рисовать, невозможность остановить распад семьи, который не в силах отвратить даже произошедшая трагедия, со временем заводят Джона туда, где заканчивается власть здравого смысла. В его снах и видениях наяву оторванная рука оживает и, следуя за Джоном, начинает мстить всем, кто когда-либо причинил её бывшему хозяину боль или неудобство.

## В ролях
- Майкл Кейн — Джонатан Лэнсдейл
- Андреа Марковиччи — Энн Лэнсдейл
- Энни МакЭнро — Стэлла Роуч
- Брюс МакГилл — Брайан Фергюсон
- Вивека Линдфорс — доктор
- Мара Хобел — Лиззи Лэнсдейл
- Розмари Мерфи — Карен Вагнер
- Пэт Корли — Шериф
- Оливер Стоун — бродяга

## Номинации
- 1982 год — номинация на премию Saturn Award (Academy of Science Fiction, Fantasy & Horror Films, USA) в категории «лучшая актриса второго плана» — Вивека Линдфорс.

1. ↑  Internet Movie Database (англ.) — 1990.